# Полицейский-убийца
Полицейский-убийца (также известен под названием Один за другим или Мажоретки) — американский слэшер 1986 года режиссёра Билла Хинцмана. Премьера фильма состоялась 17 августа 1988 года. Основой для сценария послужил роман Джона А. Руссо, который сам же его и адаптировал для экрана.

## Сюжет
Маньяк-убийца убивает школьных танцовщиц (мажореток). В ходе одного из таких убийств неизвестный мужчина становится невольным свидетелем преступления (он подглядывал за девушкой), однако лица убийцы не увидел. Полиция берётся за расследование и постепенно всё больше склоняется к версии, что это дело рук банды байкеров, живущих недалеко от города. В это время в школе плетутся свои интриги — старшеклассники озабочены смертью танцовщиц и пытаются себя всячески обезопасить.

## В ролях
- Терри Годфри — Вики МакАлистер
- Кевин Киндлин — Джефф, парень Вики
- Рассел Штрайнер — проповедник